# Torsten Schierenbeck
Torsten Schierenbeck (* 22. April 1965 in Berlin) ist ein deutscher Basketballtrainer.

## Laufbahn
Schierenbeck wuchs in Berlin auf und spielte ab einem Alter von acht Jahren Basketball beim TSC Berlin 1893, zunächst in der Jugend, dann im Herrenbereich (höchste Spielklasse: Oberliga). Seine Trainerlaufbahn begann ebenfalls beim TSC, wo er zunächst eine B-Jugendmannschaft betreute. Zudem war er als Schiedsrichter aktiv und engagierte sich im Vereinsvorstand. Aufgrund von Kniebeschwerden beendete er seine Spielerlaufbahn mit 22 Jahren.
Mit Ende 20 unternahm er den Schritt zum Profitrainer, nachdem er diese Tätigkeit zuvor ehrenamtlich beziehungsweise nebenberuflich ausübte. Von 1995 bis 1999 war er als Trainer beim SSV Lokomotive Bernau tätig. Im Spieljahr 1999/2000 führte er die Herrenmannschaft der BG Zehlendorf zum Aufstieg in die 2. Basketball-Bundesliga. 2001 erreichte die von ihm als Trainer betreute deutsche CVJM-Auswahl den dritten Platz bei der Europameisterschaft. Ab 2001 trainierte Schierenbeck die Herren des RSV Eintracht und führte sie 2002 zum Gewinn des Landespokals (Endspielsieg gegen den höherklassigen SSV Lokomotive Bernau). Schierenbeck war beim Brandenburgischen Basketball-Verband als Dozent bei Trainerfortbildungen tätig. Er war ebenfalls in der Saison 2002/03 Trainer des RSV sowie zusätzlich im selben Spieljahr des Regionalligisten BBC Magdeburg. Den RSV führte er 2003 zum Aufstieg in die 2. Regionalliga und verließ den Verein danach.
Den Regionalligisten BBC Magdeburg trainierte er bis 2006. Zur Saison 2006/07 kehrte er zu Lok Bernau zurück. 2010 stiegen die Barnimer unter Schierenbecks Leitung als Cheftrainer in die 2. Bundesliga ProB auf. Im Januar 2011 kam es zwischen Schierenbeck und Bernau aufgrund der schwierigen sportlichen Lage zur Trennung.
Zur Saison 2011/12 übernahm er das Traineramt bei der BG Dorsten in der 2. Bundesliga ProB. Er führte die BG als Liganeuling als Tabellensechster der Punktrunde in die Playoffs, dort schied seine Mannschaft gegen Leipzig aus. Er wurde vom Internetdienst eurobasket.com anschließend als bester ProB-Trainer der Saison 2011/12 ausgezeichnet. In der Saison 2012/13 musste Schierenbeck mit Dorsten den Abstieg aus der 2. Bundesliga ProB hinnehmen, danach verließ er den Verein aus privaten Gründen.
Das Spieljahr 2013/14 begann er als Trainer der BG Bitterfeld-Sandersdorf-Wolfen 06 in der 2. Bundesliga ProB. Im Dezember 2013 wurde er dort nach acht Niederlagen in Folge entlassen.
2014 wurde er Trainer und Sportlicher Leiter der BG Bonn-Meckenheim (ab Sommer 2018 BG Bonn 92 nach dem Ende der Spielgemeinschaft mit dem Meckenheimer TuS). Schierenbeck erregte mit einer außergewöhnlich hohen Gewichtsabnahme für Aufsehen: Der einstmals bis zu 207 Kilogramm wiegende Basketballtrainer verringerte sein Körpergewicht innerhalb von drei Jahren bis 2020 durch eine Änderung der Ernährung sowie ein umfassendes Bewegungsprogramm um fast 100 Kilogramm.
Im Anschluss an das Spieljahr 2022/23, in dem er die U16-Jugendmannschaft der BG Bonn zum Gewinn der Westdeutschen Meisterschaft geführt hatte, verließ Schierenbeck den Verein und wechselte zur SG RheinStars Köln. Bei dem Verein übernahm er Aufgaben im Jugendbereich und wurde Trainer der zweiten Herrenmannschaft in der 2. Regionalliga. Des Weiteren wurde Schierenbeck mit einem Geschäftspartner Betreiber eines Unternehmens mit Sitz in Rheinbach, das Basketball-Jugendarbeit im Leistungsbereich anbietet.
Im Sommer 2024 trat er die sportliche Leitung beim Deutzer Turnverein an.